# الحمدانیه، ادلب
الحمدانیه (به عربی: الحمدانیة) یک روستا در سوریه است که در ناحیه تمانعه واقع شده‌است. الحمدانیه ۷۷۰ نفر جمعیت دارد.